# Pieter Coutereel

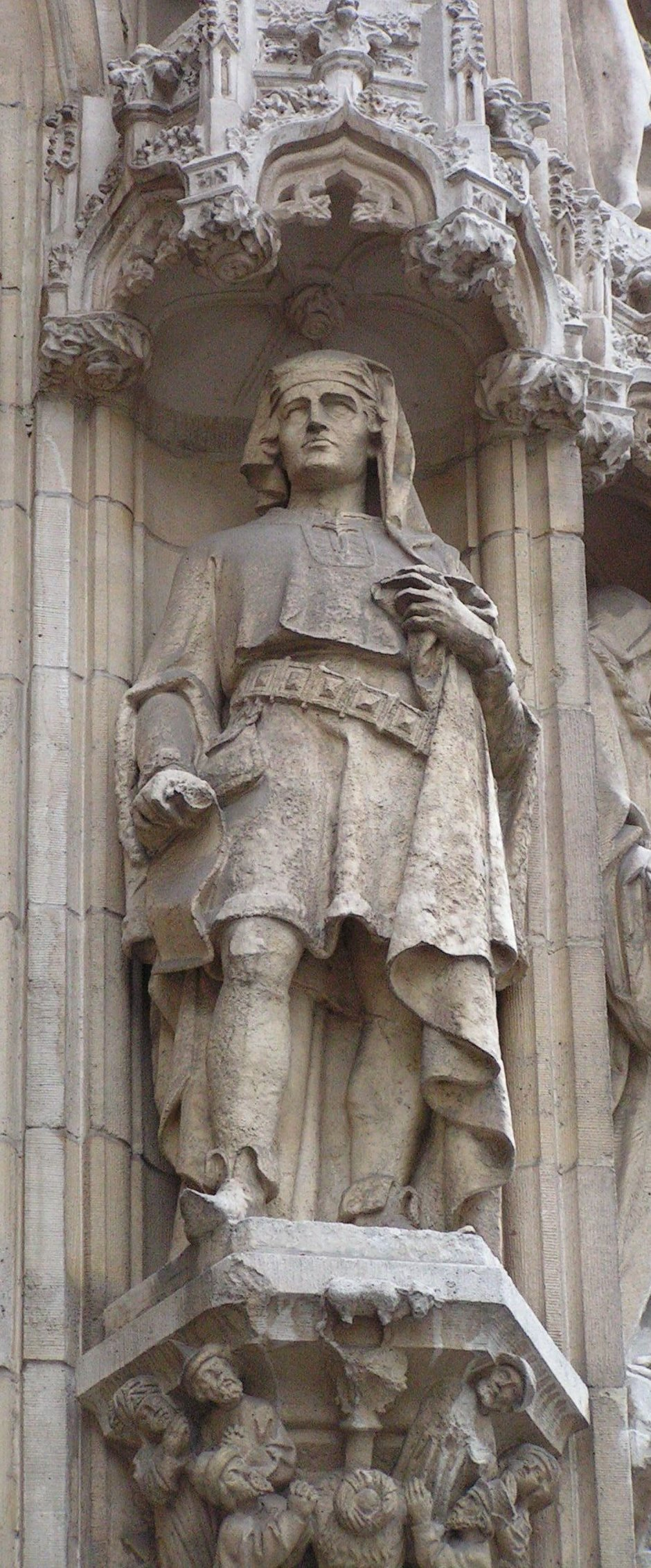
Statue von Pieter Coutereel in der Fassade des Löwener Rathauses

Pieter Coutereel (auch Couthereel, Couterel, Cotterel oder Coutreel) (* im ersten Viertel des 14. Jh. in Löwen; † im letzten Viertel des 14. Jh. ebd.) war Meier der Stadt Löwen, Herr von Asten und Anführer des Löwener Volksaufstands von 1360.

## Leben
Coutereel stammte aus einer Familie, die – trotz verwandtschaftlicher Beziehungen mit den bedeutenderen Familien Van Redinghen und De Nethen – weder besonders alt noch besonders reich war. Coutereels Vater, Gottfried Coutereel, war ein einfacher Schöffe und ist der erste Vertreter dieser Familie, der in den Chroniken der Stadt Löwen erwähnt wird. Auch Pieter Coutereel selbst war finanziell nur durchschnittlich situiert.

### Ernennung zum Meier und erste Amtsjahre
Als im Jahr 1348 in Löwen der wichtige Posten des Meiers vakant wurde, ernannte Herzog Johann III. von Brabant Pieter Coutereel, von dem die Chroniken bis zu diesem Zeitpunkt nichts berichten, für dieses Amt. Welche Beweggründe dabei eine Rolle gespielt hatten, ist bis heute unklar. Als Meier hatte Coutereel eine mächtige Position in der Stadt. Er war der Stellvertreter des Herzogs, nahm teil an Gerichtsverfahren, war betraut mit der Vollstreckung von Urteilen und übte die Polizeigewalt in der Stadt aus, wozu ihm eine Reihe Bediensteter zur Seite gestellt war. Er allein hatte das Recht, jemanden festnehmen zu lassen. Außerdem überwachte er die kommunale Verwaltung.
In Löwen herrschten zu diesem Zeitpunkt bereits seit 50 Jahren Unruhen, denn das Handwerk kämpfte für mehr politische Rechte in der von den Löwener Geschlechtern dominierten Stadtregierung. Coutereel selbst war auch ein Vertreter der Geschlechter, doch er unterstützte die Anliegen des Handwerks. Die Gründe für seine schlechte Beziehung zu den Angehörigen seines eigenen Standes sind bis heute unklar. Beim herzöglichen Rat in Tervuren stieß er mit seinen beinahe republikanischen Ansichten jedenfalls auf wenig Zustimmung.
Nach dem Tod Johanns III. wurde Coutereel im Amt von Wenzel I. von Luxemburg, dem Schwiegersohn Johanns III. im Amt bestätigt. Da Flandern und  Geldern die Erbregelung angefochten hatten, kam es zum Brabanter Erbfolgekrieg in dessen Verlauf Löwen 1356 in die Hände der Flamen fiel und Coutereel zugunsten von Wouter Keynooge abgesetzt wurde. Erst nach dem Friedensschluss 1357 erhielt Coutereel von Wenzel I. sein Amt zurück.

### Rolle im Löwener Volksaufstand von 1360
Ab der Mitte des 14. Jahrhunderts wurde die Lage in Löwen immer prekärer. Der Niedergang des Tuchgewerbes führte zu niedrigeren Löhnen, höheren Steuern und Arbeitslosigkeit. Hinzu kamen Missernten, die Hungersnöte mit sich brachten. Kurz nach dem Friedensschluss mit Flandern brachen daher die sozialen Unruhen in Löwen wieder aus.
Im Jahre 1360 kam es zu einer Meinungsverschiedenheit zwischen Coutereel und den städtischen Schöffen, die große Folgen nach sich zog. Die Schöffen, welche mit Coutereel von Anfang an oft nicht auf gutem Fuß gestanden hatten, erklärten nach einem kleineren Streit in einer Rechtssache, er habe sein Amt verwirkt und hätte in der Stadt nichts mehr zu sagen. Coutereel zog daraufhin unverzüglich nach Tervuren, um sich beim Herzog zu beschweren. Dieser jedoch zog sich aus der Affäre und reiste nach Luxemburg ohne den gärenden Streit entschieden zu haben. 
Schon wenig später – am 20. Juli 1360 – brach in Löwen ein Aufstand aus. Weber, Walker und andere Handwerker kamen auf dem Markt zusammen, wo sich Coutereel an ihre Spitze stellte und eine flammende Rede gegen die Löwener Geschlechter hielt. Tags darauf versammelten sich die Vertreter der Geschlechter im Rathaus, um zu beraten, wie der Aufstand beendet werden könnte. Das Handwerk umzingelte daraufhin bewaffnet das Rathaus, stürmte es und nahm alle Mitglieder der Geschlechter – insgesamt mehr als 150 Personen – gefangen, brachte sie zur Burg und sperrte sie dort ein. Die herzöglichen Briefe, welche die Privilegien der Geschlechter bekräftigten, wurden zerrissen und zwei Stadttore, die bis dahin als Gefängnisse gedient hatten, zerstört. Trotz allem wurde keiner der Gefangenen verletzt. Coutereel war daraufhin Herr der Stadt. Ein neues Magistrat wurde ernannt und Coutereel bestimmte, dass es von nun an neben vier Vertretern der Geschlechter auch drei Vertreter des Handwerks beinhalten sollte – eine absolute Neuheit in Brabant. Die Tatsache, dass Coutereel den Geschlechtern trotz allem noch immer die Mehrheit im Magistrat zubilligte, wird von späteren Geschichtsschreibern als geschickter Schachzug und als Indiz für die Gemäßigtheit der Ziele der Aufständischen gewertet.
Die Herzogin Johanna von Brabant versuchte unterdessen, den alten Zustand wiederherzustellen, stieß damit jedoch auf Ablehnung bei Coutereel, der die errungenen Reformen bewahren wollte. Als Ende August 1360 Wenzel I. aus Luxemburg zurückkehrte, erließ er eine Verordnung, um den Löwener Aufstand zu beenden, die dem entsprach, was Coutereel und seine Anhänger gefordert hatten. Coutereel wurde vom Magistrat als Belohnung eine Leibrente von jährlich 1400 Schilden ausgesetzt.

### Rolle nach dem Volksaufstand
In Löwen kehrte aber trotz der politischen Veränderungen keine Ruhe ein und Wenzel I. musste mehrfach in die Stadt reisen, um die Lage zu klären. Schließlich setzte er zur Befriedigung der Geschlechter Pieter Coutereel ab und ernannte an seiner Stelle einen Anhänger Coutereels, Pauwel Herengolijs, zum Meier. Coutereel wurde als Entschädigung zum Schöffen ernannt. Doch auch diese Maßnahmen des Herzogs sorgten nicht für Frieden in der Stadt und die Abwanderung der Geschlechter aus Löwen setzte sich verstärkt fort. Dieses entstehende Vakuum kam Coutereel gelegen, denn er wurde bald zum alleinigen Lenker der Geschicke der Stadt. Im Juni 1362 wurde er zum Bürgermeister gewählt.
Coutereel genoss bei Herzog Wenzel I. hohes Ansehen und wurde am 4. Oktober 1363 für seine „guten, zahlreichen und loyalen Dienste“ mit der Herrschaft von Asten belehnt, einschließlich aller Rechte, welche die Herzöge von Brabant in dieser Gemeinde innehatten. 
Zu dieser Zeit ließ Coutereel, der über das große Siegel der Stadt verfügen konnte, in Löwen auch Münzen prägen. Die daraus resultierenden Erträge flossen allerdings nie in die kommunale Kasse, weshalb Historiker spekulieren, dass Coutereel das Geld unterschlagen haben könnte, um seiner Tochter Gertrude einen standesgemäßen Ehemann zu sichern.
Die vertriebenen Mitglieder der Geschlechter beschwerten sich schließlich bei Wenzel I., dass sie keine Möglichkeit hätten, in ihre Heimatstadt zurückzukehren und der Herzog beschloss daraufhin, die ungeordneten Zustände in Löwen endgültig zu beenden. Die Stadt unterwarf sich seinen Befehlen, öffnete die Tore wieder für die Angehörigen der Geschlechter und Coutereel eskortierte zusammen mit ca. 70 weiteren Reitern die aus den Unruhen verbliebenen Geiseln nach Tervuren.

### Verbannung und Tod
Nach diesem dritten Friedensschluss in Löwen befürchtete Coutereel, dass es – nun, da er nicht mehr gebraucht wurde – zu gewaltsamen Angriffen gegen seine Person kommen könnte. Er zog sich daher auf seinen Landsitz in Asten zurück. Zahlreiche seiner Anhänger folgten ihm dorthin. In Löwen hingegen gewannen seine Gegner wieder die Oberhand und das neugewählte Magistrat weigerte sich, ihm die ursprünglich ausgesetzte Leibrente zu zahlen. Coutereel nahm daraufhin jeden seiner Gegner fest, dessen er außerhalb Brabants habhaft werden konnte. Außerdem hielt er heimlich Kontakt zu seinen Anhängern in der Stadt und es wurde ein Plan erdacht, wie man Coutereel wieder in Löwen würde etablieren können. Das Löwener Magistrat erreichte daraufhin 1364 bei Herzog Wenzel I. die Verurteilung Coutereels. Zusammen mit 45 seiner Anhänger wurde er aus Brabant verbannt. Er zog daraufhin durch Holland, Deutschland und Frankreich und versuchte Unterstützer für seine Rückkehrpläne zu gewinnen, gab aber nach mehreren gescheiterten Verschwörungsansätzen seine Versuche, zu alter Macht zurückzukehren, auf.
In Löwen wuchs die Macht der Geschlechter unterdessen weiter an, denn die Anhänger Coutereels wagten nicht mehr, ihre Meinung offen zu sagen. Die im Aufstand errungenen Rechte wurden bald wieder missachtet und das Handwerk verlor seine politische Position, die es laut der Verordnung Wenzels I. eigentlich bekleiden durfte. Im Jahr 1369 schließlich war die Macht der Geschlechter soweit erstarkt, dass sie gegen eine Rückkehr Coutereels nichts mehr einzuwenden hatten. Er musste auf seine Leibrente formell verzichten und lebte schließlich noch einige Zeit vergessen und verarmt in Löwen, bevor er dort in einem Haus in der Fonteinstraat verstarb.

## Bewertung von Coutereels Werk
Coutereels Rolle in der brabanter Geschichte wird von Geschichtsschreibern und Chronisten sehr gegensätzlich bewertet. Kritiker prangern insbesondere seine Intrigen, seinen persönlichen Ehrgeiz und seine Untreue an. Zu seinen Leistungen zählt hingegen, dass dank seinen Bemühungen erstmals in der Geschichte Brabants das Handwerk politische Positionen in einer Stadtregierung bekleidete. Coutereel hat daher noch heute viele Anhänger, die die von ihm erreichte Stärkung des Volkes und Schwächung der Geschlechter als Meilenstein der Brabanter Geschichte ansehen. Von diesen wird er auch als „Brabanter Artevelde“ bezeichnet, eine Anspielung auf den Genter Staatsmann Jacob van Artevelde, welcher sich im 14. Jahrhundert auf flämischer Seite ebenfalls für mehr politische Macht des Handwerks einsetzte.

## Coutereel im heutigen Löwen
Im heutigen Stadtbild von Löwen finden sich zahlreiche Referenzen an Pieter Coutereel. So befindet sich in der Fassade des Rathauses eine Statue von ihm, gegenüber dem Gerichtsgebäude steht ein Denkmal ihm zu Ehren, und eine Straße wurde nach ihm benannt.